# Oliver Glasner
Oliver Glasner (ur. 28 sierpnia 1974 w Salzburgu) – austriacki trener i piłkarz, grający na pozycji obrońcy.

## Kariera piłkarska
Glasner zadebiutował w barwach seniorskiej drużyny klubu SV Ried w 1995 roku. Spędził w tym klubie niemal całą karierę, odchodząc jedynie w 2003 roku na roczne wypożyczenie do LASK Linz. W 2011 roku ogłosił zakończenie kariery piłkarskiej.

## Kariera trenerska
Glasner rozpoczął karierę trenerską, obejmując w 2014 roku klub, w którym spędził karierę piłkarską, czyli SV Ried. Po roku pracy w tym klubie, objął inny swój były klub, a więc LASK Linz. W sezonie 2018/19 zdobył z tym klubem wicemistrzostwo Austrii, co dało możliwość gry w kwalifikacjach do Ligi Mistrzów w kolejnym sezonie. Po tym sukcesie został ogłoszony nowym szkoleniowcem niemieckiego klubu VfL Wolfsburg. W sezonie 2020/21 zajął z zespołem 4 miejsce w Bundeslidze, kwalifikując się do Ligi Mistrzów. Na początku sezonu 2021/22 został ogłoszony nowym trenerem Eintrachtu Frankfurt.